# Jean-Baptiste Bordas
Jean-Baptiste Bordas (Orléans, 8 de enero de 1938-7 de marzo de 2024) fue un futbolista y entrenador de fútbol francés que jugó en la posición de centrocampista.

## Biografía

### Carrera como jugador

#### En los clubes
Formado en el Arago Sport Orléanais, Jean-Baptiste Bordas jugó su primer partido profesional con el AS Saint-Étienne el 18 de agosto de 1957 contra el AS Béziers. Dos semanas más tarde, Bordas hizo su debut en la Copa de Europa en la campaña 1957-1958 de la Copa de Campeones. Fue titular en Glasgow para jugar contra el Rangers en el partido de ida de la 1.ª ronda (derrota por 3-1).
Luego tuvo dos temporadas, pero jugó muy poco: 8 partidos en dos años.
Su temporada más completa con el AS Saint-Étienne fue la 1960-1961, con 26 partidos jugados en la División 1 y 3 goles marcados, incluidos 2 contra el Troyes en una victoria por 7-1 en el Stade Geoffroy-Guichard, su primera con el ASSE. Durante la temporada 1961-1962, Bordas jugó más de quince partidos de liga, pero no pudo evitar que el club descendiera. Jugó un partido en la Copa de Francia 1961-1962, pero no participó en la final. Por lo tanto, no se le reconoce como el ganador del trofeo que clasifica a los verdes para la Copa de Europa. Sin embargo, participó en el Challenge des champions, que ganó por 4-3 al Stade de Reims. En la temporada 1962-1963, durante un partido de la Copa Charles Drago, Bordas participó en la victoria por 4-0 de Les Verts contra el AS Cannes, anotando su primer gol en esta competición. Jugó 17 partidos de liga, el descenso de 1962 no cambió su estatus, y 3 en la Recopa.
Luego pasó una temporada en el Le Havre Athletic Club, donde participó en 28 partidos y anotó 4 goles en la División 2 antes de regresar al Loira.
En la temporada 1964-1965, Bordas jugó su segundo partido de la Copa de Clubes Campeones con el FC La Chaux-de-Fonds en el partido de vuelta de la 1.ª ronda (derrota por 2-1)3. Tuvo dos últimas temporadas difíciles en el Saint-Étienne, jugando 13 y luego 8 partidos en D1.
Se marchó al AS Béziers y jugó dos temporadas completas en la División 2 antes de regresar al Arago Orleans en el centro de DH1. Se convirtió en jugador-entrenador al final de la primera temporada y llevó al club a la División 3. Jugó hasta 1975.

### Internacional
Jean-Baptiste Bordas participó en los Juegos Olímpicos de Roma 1960 con el equipo Olímpico de Francia. Fue titular en el primer partido de la fase de grupos contra Perú y en el último perdió 7-0 ante el poderoso equipo de Hungría.

### Entrenador en Orleans y retirada
En el verano de 1969, Jean-Baptiste Bordas asumió el papel de jugador-entrenador del Arago Orleans con el que obtuvo el segundo puesto del Centro DH en la primera temporada con su doble actividad, y el derecho a participar en la primera edición del campeonato de la División 3 de Francia. En 1972, se consideró el ascenso a D2, pero el club fue derrotado por el AJ Auxerre, ya entrenado por Guy Roux. El Orleans ganó sus dos partidos de liga contra el club borgoñón. Bordas lideró al equipo durante ocho temporadas en D3, siempre clasificado en la mitad de la tabla (entre el 5.º y el 13.er puesto). Era el entrenador en el momento del cambio de nombre del club en 1976. El Arago se fusionó entonces con la sección de fútbol del US Orléans, creada 4 años antes, para fundar el "US Orléans Arago". Bordas dirigió al primer equipo hasta la temporada 1976-1977, que terminó con un 6.º puesto en D3.
En noviembre de 1988, Jean-Baptiste Bordas regresó como entrenador en jefe del US Orléans, entonces en la División 2. Bordas llevó a su equipo a los octavos de final de la Copa de Francia. Tras caer ante el París Saint-Germain, los Orleans se impusieron por 4-0 en el Parque de los Príncipes en el partido de ida, para sorpresa de todos. En el partido de vuelta en Orleans, los dos equipos empataron 3-3. USO fue eliminado por un estrecho margen por el AS Mónaco en los cuartos de final (1-2 y 3-3). Dejó el club al final de la temporada.
Jean-Baptiste Bordas regresó al banquillo del US Orléans cuando el club, tras su liquidación, regresó a la Division d'Honneur. Estuvo dos temporadas sin poder levantar al equipo. Luego pasó a vivir en Combleux, un pequeño pueblo cerca de Orleans.

### Muerte
Jean-Baptiste Bordas falleció el 7 de marzo de 2024 a la edad de 86 años.

## Carrera

### Club
| Periodo   | Club             |
| --------- | ---------------- |
| 1957-1963 | AS Saint-Étienne |
| 1963-1964 | Le Havre AC      |
| 1964-1966 | AS Saint-Étienne |
| 1966-1968 | AS Béziers       |
| 1968-1975 | Arago Orléans    |

### Selección nacional
Jugó para Francia en dos ocasiones en los Juegos Olímpicos de Roma 1960.

### Entrenador
| Periodo   | Club          |
| --------- | ------------- |
| 1969-1976 | Arago Orléans |
| 1976-1977 | US Orléans    |
| 1977-1981 | USM Montargis |
| 1988-1989 | US Orléans    |
| 1992-1994 | US Orléans    |

## Logros
- Ligue 2 (1): 1962-63
- Supercopa de Francia (1): 1962